# Asylum (1972)
Asylum (Alternativtitel: Asylum – Irrgarten des Schreckens) ist ein 1972 erschienener britischer Horrorfilm von Roy Ward Baker. Er basiert auf den Geschichten Frozen Fear, The Weird Taylor, Lucy Comes to Stay und Mannequins of Horror von Robert Bloch.

## Handlung
Der junge Arzt Dr. Martin hat sich als Leiter einer psychiatrischen Klinik beworben. Sein künftiger Stellvertreter Dr. Rutherford, der aufgrund einer Verletzung durch Dr. Starr im Rollstuhl sitzt, stellt ihm jedoch vorher eine Aufgabe, um herauszufinden, ob Martin für diese Arbeit geeignet ist. Er lässt ihm die Patienten im Obergeschoss zeigen, unter denen sich der frühere Anstaltsleiter, Dr. B. Starr, befinden soll. Diese Patienten sind allesamt sehr schwere Fälle, die ihm Reynolds, der sein Büro auch oben hat, zeigen soll:
- Bonnie, eine junge Frau, ermutigte ihren Geliebten zum Mord an seiner ungeliebten, scheidungsunwilligen Gattin. Er erschlug und zerstückelte die Frau, doch ihre Leichenteile erwachten zu eigenem Leben, erwürgten ihn und brachten seine Geliebte dazu, ihr hübsches Gesicht mit einem Beil zu entstellen.
- Bruno, ein Schneider, sollte für den unheimlichen Mr. Smith einen Anzug aus einem eigenartigen Stoff schneidern. Als er den fertigen Anzug abliefern wollte, stellte sich heraus, dass damit ein Toter wiederbelebt werden sollte. Smith konnte den Anzug nicht sofort bezahlen und kam im Streit darüber zu Tode. Wieder zu Hause, zog des Schneiders Frau den Anzug über eine Schneiderpuppe, die daraufhin zum Leben erwachte, das Haus ansteckte und die Frau tötete, wofür der Schneider in die Anstalt gesperrt wurde.
- Barbara, eine junge, zurückhaltende Frau, hatte eine weniger gehemmte Schwester (Lucy), die ihr nach einem Klinikaufenthalt aus Jux alle im Weg stehenden Personen aus dem Weg räumte. Die Schwester bildete sie sich nur ein, aber ihre Morde an ihrem Bruder und einer Krankenschwester waren real.
- Dr. Byron, Physiker, Neurologe und Orthopädiespezialist, bastelt in seinem Zimmer an kleinen Robotern mit fleischlichem Innenleben, die er mittels Konzentration steuern will.

Während Dr. Martin zurück bei Dr. Rutherford ist, vermag es Dr. Byron, ein Miniaturmodell seiner selbst zu steuern und in den Speiseaufzug steigen zu lassen. Während des Gesprächs kann sich das Wesen ein Skalpell greifen und ersticht hinterrücks Dr. Rutherford, während dieser noch ausspricht, dass die Miniaturmodelle gefährlich seien. Dr. Martin schnappt den Roboter und tritt auf ihn, so dass Gedärme herauskommen. Gleichzeitig wird Dr. Byron selbst zerfetzt. Dr. Martin geht davon aus, dass dies Dr. Starr war. Er will die Polizei aus dem Büro von Reynolds rufen und entdeckt dort eine zwei Tage vorher strangulierte Leiche – Max Reynolds. Der Mann, den er für einen Pfleger gehalten hatte, ist Dr. Starr. Er erwürgt Dr. Martin mit einem Stethoskop.
Am Ende des Films klingelt ein neuer Bewerber bei der Klinik und Dr. Starr öffnet.

## Weitere Filme
Asylum ist nach Freddie Francis’ Filmen Die Todeskarten des Dr. Schreck (1965) und Der Foltergarten des Dr. Diabolo (1967) und Peter Duffels Totentanz der Vampire (1970) der vierte Teil der Episodenhorror-Reihe von Amicus Productions. In den Jahren darauf folgten vier weitere Filme:
- 1972: Geschichten aus der Gruft (Originaltitel: Tales from the Crypt, Regie: Freddie Francis)
- 1973: In der Schlinge des Teufels (Originaltitel: The Vault of Horror, Regie: Roy Ward Baker)
- 1973: Die Tür ins Jenseits (Originaltitel: From Beyond the Grave, Regie: Kevin Connor)
- 1980: Monster Club (Originaltitel: The Monster Club, Regie: Roy Ward Baker)

## Kritiken
Das Lexikon des internationalen Films lobte, die Episoden kämen „ohne blutige Effekthascherei“ aus, sie würden vielmehr als „hintergründiger, leicht verdaulicher Grusel“ erzählt. Im Ganzen sei es ein „geistreicher, recht unterhaltsamer“ Horrorfilm.
Prisma beschreibt Asylum als eher stillen, hintergründigen Film mit einem stimmigen Drehbuch, in dem der Grusel teils aus phantastischen, teils aus psychologisch erklärbaren Geschichten entstehe.

## Auszeichnungen
Auf der Berlinale 1973 wurde Roy Ward Baker vom Internationalen Forum des jungen Films mit einem Interfilm- und einem OCIC-Preis ausgezeichnet.

## Deutsche Kinofassung
Die deutsche Kinofassung von Asylum war um etwa 14 Minuten an Handlungsszenen geschnitten, um die Handlung zu straffen. Alle im deutschsprachigen Raum veröffentlichten Videokassetten enthielten diese Fassung. Im deutschen Fernsehen wird der Film ebenfalls in dieser Fassung ausgestrahlt, da die entfernten Szenen nicht deutsch synchronisiert wurden.

## Veröffentlichungen
Nachdem einige Label Asylum auf VHS in der geschnittenen Fassung veröffentlicht hatten, kam am 4. Juli 2007 eine Bootleg-DVD mit der ungeschnittenen Fassung unter dem Titel Irrgarten des Schreckens heraus. Die ehemals entfernten Szenen wurden im englischen Originalton eingefügt. Am 27. März 2008 wurde der Film von dem Label E-M-S in der ungeschnittenen restaurierten Fassung innerhalb der Der-phantastische-Film-Reihe auf DVD veröffentlicht.